# Labraunda

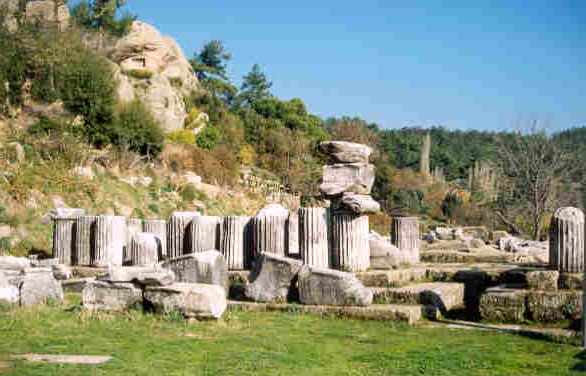
El templo de Zeus.

En la Antigüedad, Labraunda (griego antiguo Λάβραυνδα ο Λάβρανδα) fue una ciudad griega de Asia Menor situada en las montañas cercanas a la costa de Caria, cerca de la población moderna turca de Beypınar. Era sagrada para carios y licios. Sus ruinas están a unos 13 km por carretera, al norte de Milasa, capital de distrito de la Provincia de Muğla, en Turquía. Era el centro religioso de Milasa y lugar de peregrinaje para toda Caria, desde el siglo V al siglo IV a. C. Milasa y Labraunda estaban unidas por una vía sagrada.
El yacimiento arqueológico ha sido objeto de excavaciones por arqueólogos suecos desde 1948.

## El sitio
En Labraunda se veneraba a una divinidad llamada Zeus de Labraunda. El dios era representado con un hacha doble denominada labrys, en la mano de Zeus, en vez del rayo habitual. Plutarco recuerda un mito que explicaría el origen de esta hacha doble:

Hércules, después de haber matado a Hipólita, le quitó, con el resto de la armadura, un hacha que entregó como presente a Ónfale. Los reyes de Lidia, sucesores de Ónfale, la llevaron después como un ornamento sagrado hasta Candaules, quien poco preocupado por esta señal de dignidad, se la hizo llevar a uno de sus cortesanos. Cuando Giges se rebeló contra este príncipe y le declaró la guerra, Arselis, rey de Milasa, fue con sus tropas en ayuda del rebelde, mató a Candaules y al magistrado que llevaba el hacha. Arselis la llevó a Caria, junto con otros muchos objetos, mandó erigir una estatua a Zeus, con esta hacha en la mano, y dio al dios el sobrenombre de Labrandeo. Labra, en lidio, significa hacha.
Plutarco, Moralia Cuestiones griegas 45

Heródoto refiere que los carios se refugiaron en el templo dedicado a Zeus Estratio (en griego Dios Stratios, Διὸς Στρατίος, Zeus stratego/guerrero/de las armas) en Labraunda para huir de la invasión de los persas.
Estrabón cita a Labraunda en su descripción de los alrededores de Milasa. Dice que es una aldea en la montaña, situada a 68 estadios (unos 13 km) de Milasa, en el paso que llevaba de Alabanda a ésta.
El sátrapa Hidrieo, hermano de Mausolo, reorganizó el templo de Zeus, y su tumba se construyó allí (siglo IV a. C.)
Plinio el Viejo hizo esta curiosa reseña: «En la fuente de Júpiter Labrandeo, las anguilas comen en la mano y llevan pendientes en las orejas». Esto sugiere que allí había un oráculo visitado por las anguilas que, según lo que se les ofrecía de comida, acudían o no a comer. A lo largo de la vía sagrada que llevaba de Milasa a Labraunda, los recintos de las fuentes eran usados por los peregrinos como abrigo y protección.
En la actualidad la empresa Labranda Su, que depende del ayuntamiento de Milas, comercializa el agua de Labraunda.